# 生物聚合体保存
大多数化石代表骨骼或贝壳等矿化物质，但有时甲壳和胶原蛋白等“生物聚合物”也会留下化石—最著名的是“伯吉斯页岩型保存”(Burgess Shale type preservation)和孢型(palynomorph)保存，软组织的保存并不像有时认为的那样罕见。

## 可保存什么

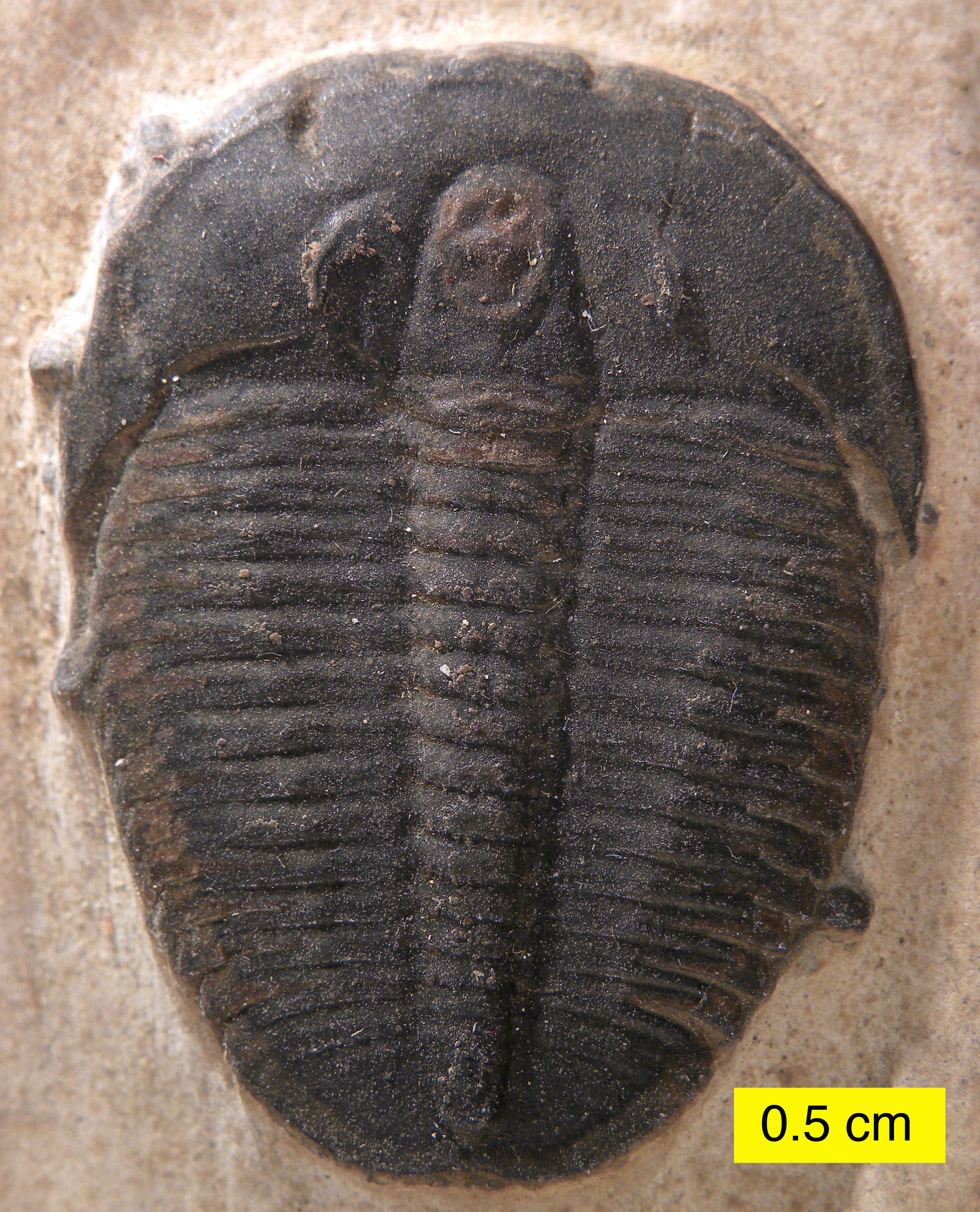
尽管节肢动物的甲壳素外骨骼会被分解，但它们通常在完全矿化后还能保持其形状，特别是在已部分矿化的情况下。

DNA和蛋白质都不稳定，在被降解前很少能存留超过数十万年。多糖的保存潜力也很低，除非它们高度交联，这种相互连接在结构组织中最常见，并使它们能够抵抗化学腐蚀。此类组织包括木材(木质素)、孢子和花粉(孢粉素)、动物和植物的表皮(胶膜)、藻类的细胞壁(胶鞘)，可能还有一些地衣的多糖层。这种相互联系使得这些化学物质不太容易发生化学衰变，这也意味着它们是一种较差的能量源，因此不太可能被食腐生物消化。在受热受压后，这些交联的有机分子通常会“煮熟”变成油母质或短(碳原子数小于17)脂肪族/芳香族碳分子。其他一些影响保存的可能因素，如使多毛类的颌骨比化学成分相同但未硬化的身体角质层更易保存下来。
人们认为“伯吉斯页岩型保存”只能保存坚硬的角质层类型软组织，但越来越多的生物被发现都缺乏这种角质层，例如可能的脊索动物皮卡虫和无壳的乌海蛭(Odontogriphus)。
人们普遍误认为软组织保存必需要在无氧环境中，事实上，许多腐烂是由硫酸盐还原菌介导的，它们只能在厌氧条件下存活。然而，缺氧确实降低了食腐生物干扰死亡生物体的可能性，而其他生物体的活动无疑是软组织破坏的主要原因之一。
如果植物表皮层含有胶膜(cutan)，而非角质，则更容易被保存下来。
植物和藻类产生最易保存的化合物，泰格拉尔(Tegellaar)根据其保存潜力列出了这些化合物(见参考文献)。

## 粘土矿物的作用
粘土矿物可以增强有机质的保存性，不同的粘土矿物会留下不同的特征。与粘土相伴的有机质往往富含脂质，缺乏蛋白质和木质素；高岭石似乎用多糖来丰富有机物，而富含芳香化合物的有机物则与粘土矿物如蒙脱石结合保存下来。